# Compañía Alemana Transatlántica de Electricidad

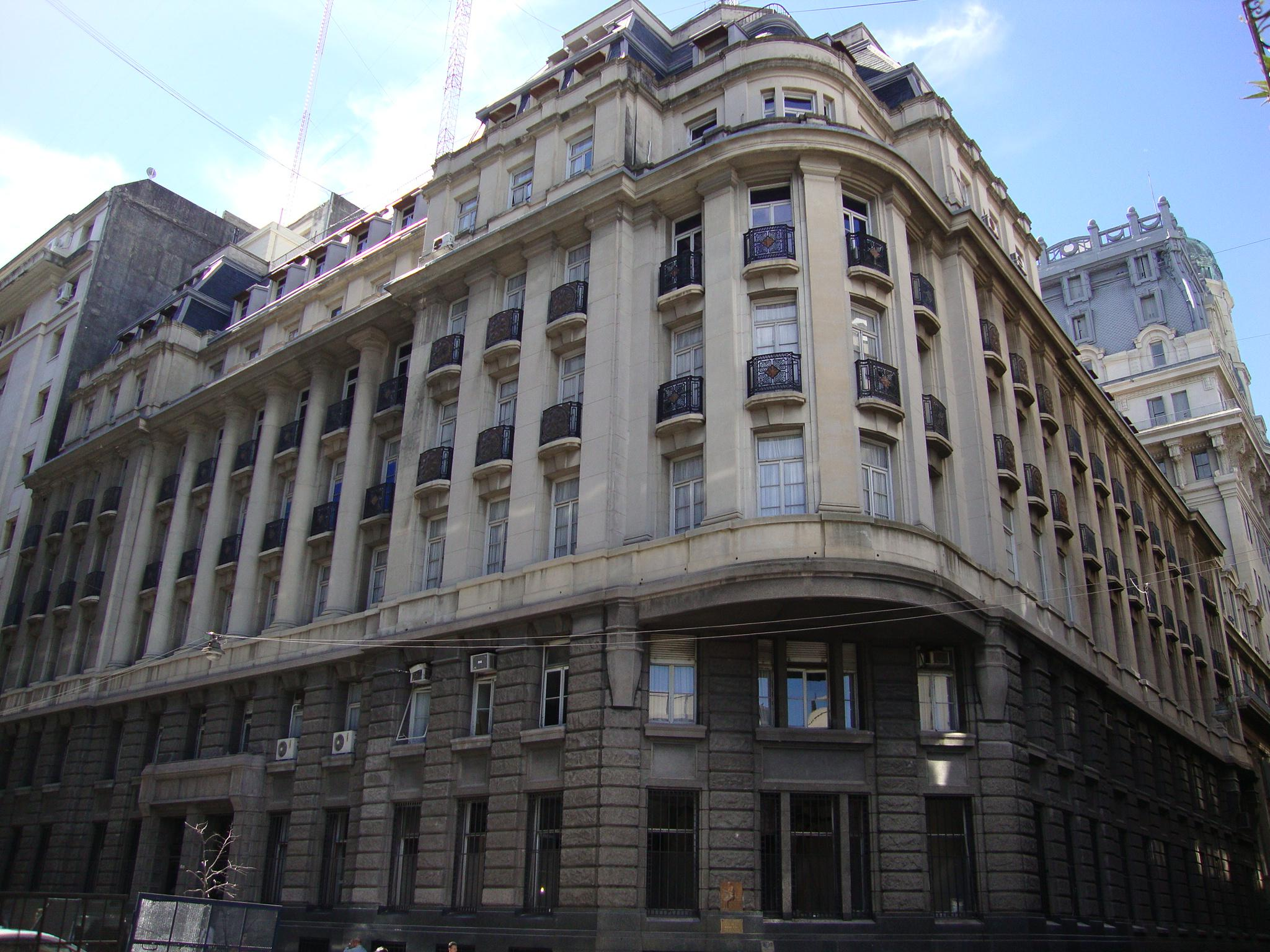
Ehemaliges Verwaltungsgebäude der CATE, Balcarce 184, Buenos Aires

Die Compañía Alemana Transatlántica de Electricidad (CATE) war ein 1896 gegründetes und ab 1898 in Buenos Aires ansässiges Tochterunternehmen der deutschen AEG-Konzerns, das Elektrizitätsdienstleistungen in Buenos Aires erbrachte und 1907 eine 50-jährige Konzession für diese Dienstleistungen erhielt. Im Jahr 1921 wurde es von der Compañía Hispano Americana de Electricidad (CHADE) aufgekauft, die 1936 in Compañía Argentina de Electricidad (CADE) umbenannt wurde.
CATE kaufte die anderen damals in Buenos Aires bestehenden Unternehmen und Kraftwerke auf S.12 und leitete die Praxis der Kartellbildung im Elektrizitätssektor in Argentinien ein. Es schloss eine Monopol-Vereinbarung mit dem US-amerikanischen Unternehmen ANSEC zur Aufteilung des argentinischen Strommarkts und mit der Compañía Ítalo Argentina de Electricidad (CIAE) zur Aufteilung des Strommarkts der Stadt Buenos Aires und ihrer Umgebung. 1936 bestachen CADE (CATEs Nachfolgerin) und CIAE hochrangige argentinische Beamte, um ihre 50-jährigen Konzession um weitere 40 Jahre zu verlängern und auf die so genannte Rückfallklausel zu verzichten, die sie verpflichtete, ihr Vermögen nach Ablauf der Konzession an die Stadt Buenos Aires zu übergeben.

## Geschichte

### Gründung und anfängliche Entwicklung
Der Ursprung von CATE geht auf die Entstehung des deutschen Elektrokonzerns AEG (Allgemeine Elektricitäts-Gesellschaft) zurück, der 1883 von Emil Rathenau in Berlin gegründet worden war. Im Jahr 1895 wollte die AEG ihr Geschäft über den Atlantik ausdehnen und wählte Argentinien als Ausgangspunkt. Zu diesem Zweck gründete sie in Deutschland eine Gesellschaft, die ihrem Namen das Wort „Transatlántica“ hinzufügte, die Deutsch-Ueberseeische Elektricitäts-Gesellschaft, die 1898 in Argentinien unter dem Namen Compañía Alemana Transatlántica de Electricidad registriert wurde.

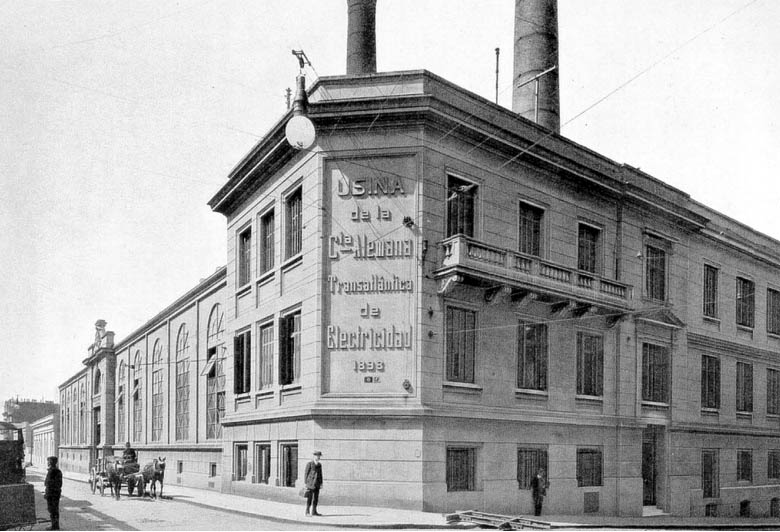
Das erste thermoelektrische Kraftwerk der CATE wurde 1898 an der Kreuzung Calle Reconquista / Calle Paraguay gebaut.

1899 erteilte die Stadtverwaltung von Buenos Aires der CATE eine vorläufige Genehmigung zur Erzeugung und Verteilung von Elektrizität mit einer Leistung von 4800 kW über ein Dreileiternetz mit 2 × 220 V Gleichspannung. Zur gleichen Zeit begann die CATE mit dem Bau seines ersten Kraftwerks an der Kreuzung der Calle Reconquista mit der Calle Paraguay, das eine Leistung von 7000 PS hatte. S.26–27
Damals wurde die Stromversorgung in der Stadt von mehreren Unternehmen unter echten Wettbewerbsbedingungen angeboten, so dass die Nutzer das Unternehmen mit dem besten Service wählen konnten. In einem Buch, das von CATE anlässlich des hundertjährigen Jubiläums veröffentlicht wurde, wird über die Schwierigkeiten berichtet, die der Wettbewerb CATE in den Anfangsjahren bereitete: S.28

„Die Verzögerung, die die Compañía Alemana Transatlántica de Electricidad aus verschiedenen, von ihr nicht zu vertretenden Gründen beim Betrieb ihres Kraftwerks in der Calle Paraguay erlitt, und die daraus resultierende Ungeduld derjenigen, die, nachdem sie ihre elektrischen Beleuchtungsanlagen bereits betriebsbereit hatten, dringend Licht in ihren Räumen brauchten, wurde natürlich von den anderen konkurrierenden Unternehmen ausgenutzt. Viele der wichtigsten Abonnenten der Deutschen Transatlantischen Elektrizitätsgesellschaft, die des Wartens müde waren und unter dem ständigen Druck der Konkurrenz standen, beschlossen, ihre Verträge mit unserem Unternehmen zu kündigen, um ihre fertiggestellten Anlagen an die Netze der Konkurrenzunternehmen anschließen zu können.“

### Kartellbildung

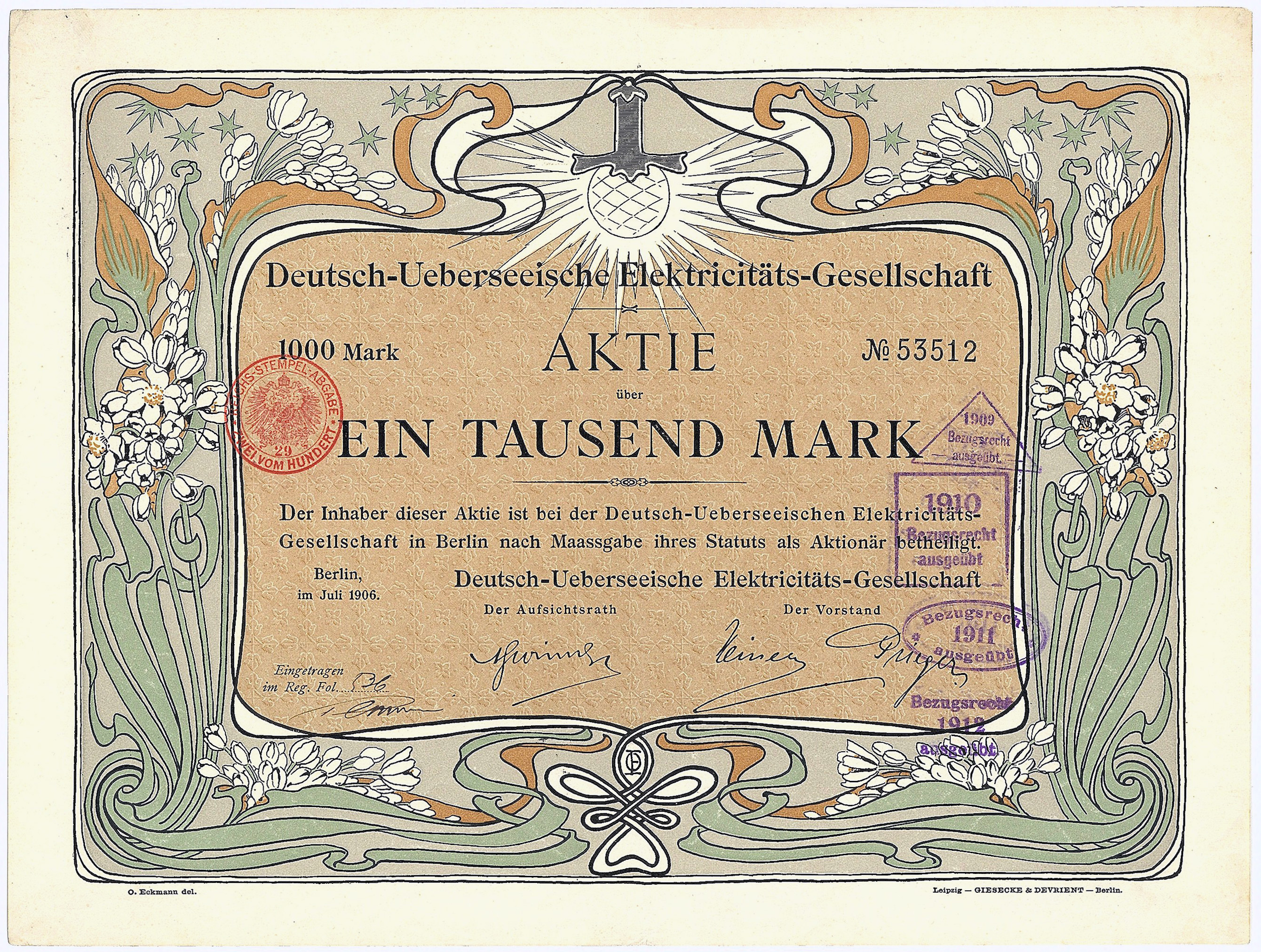
Aktie der Deutsch-Ueberseeischen Elektricitäts-Gesellschaft (Compañía Alemana Transatlántica de Electricidad) über 1.000 Mark, ausgestellt in Berlin im Juli 1906. Mit Faksimileunterschrift Arthur von Gwinner (Vorstand Deutsche Bank) als Aufsichtsratsvorsitzender. Die graphische Gestaltung der Aktie stammt von dem Jugendstil-Künstler Otto Eckmann. Zweck der von der AEG gegründeten Gesellschaft war die Errichtung von Elektrizitätswerken vor allem in Südamerika (Buenos Aires, Santiago de Chile, Valparaiso, Montevideo). Die mit Abstand wichtigste Aktivität wurde später die Stromversorgung der argentinischen Hauptstadt Buenos Aires.

In den folgenden Jahren schaltete CATE den Wettbewerb aus, indem es die anderen damals in Buenos Aires existierenden Unternehmen und Kraftwerke aufkaufte, und begann mit der Praxis der Kartellbildung im Stromsektor Argentiniens.
1903 bildete CATE ein Kartell mit den britischen Unternehmen, das den Markt aufteilte und das Monopol der Stromversorgung in den alleinigen Händen der Deutschen und das Straßenbahnnetz in den alleinigen Händen der Briten beließ. Damit begann ein Prozess der Treuhandschaft, der während des Ersten Weltkriegs, wie in anderen argentinischen Wirtschaftszweigen, zu einer Konsolidierung führen sollte.
1903 kaufte CATE die River Plate Electricity Cº mit den Kraftwerken San Juan und Azopardo, das Kraftwerk und die drei Umspannwerke in La Boca von der Anglo-Argentine Tramways Cº Ltd. und das Kraftwerk an der Calle Cuyo (heute Avenida Sarmiento) von La Primitiva Gas. Im Jahr 1905 kaufte sie die Compañía de Tracción y Electricidad „La Capital“ und ihr Kraftwerk am Paseo Colón und Humberto 1º. S. 33
In den Anfangsjahren stammten die Haupteinnahmen der CATE von den Straßenbahngesellschaften, die im gesamten Zeitraum von 1899 bis 1909 die Umsatzliste anführten. Es folgten die private Beleuchtung (30 %), die Antriebskraft für Werkstätten und Heizung (13 %) und die öffentliche Beleuchtung (4 %). S. 47 Letztere sollte nach der Konzession von 1907 ihren Beitrag zum Unternehmen deutlich erhöhen.
Im Jahr 1905 hatte CATE eine Leistung von 25.000 kW mit deutscher Technik installiert. Zwei Jahre später erhielt das Unternehmen 1907 überraschenderweise von der Stadtverwaltung von Buenos Aires eine endgültige Lizenz zur Erbringung des öffentlichen Stromversorgungsdienstes mit einer Laufzeit von 50 Jahren (bis zum letzten Tag des Jahres 1957), die später auf die Bezirke der Provinz Buenos Aires in der Nähe der Bundeshauptstadt ausgedehnt wurde.

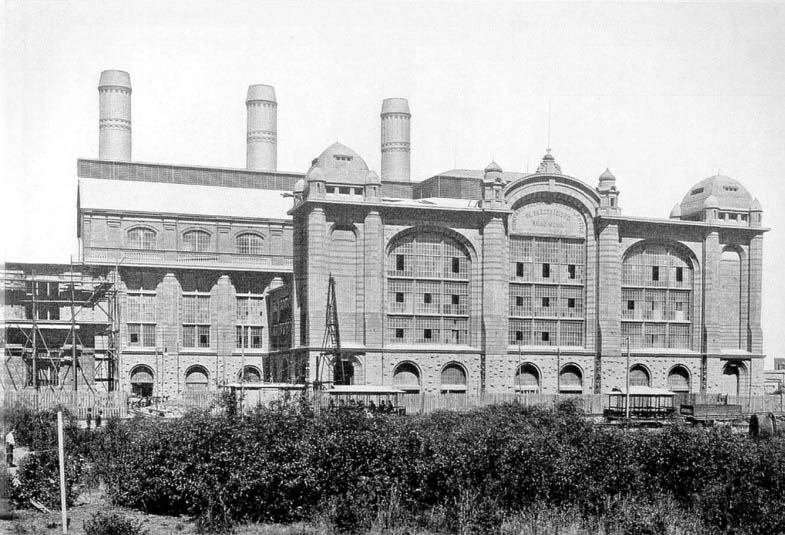
Das Kraftwerk Dock Sud wurde 1910 eingeweiht.

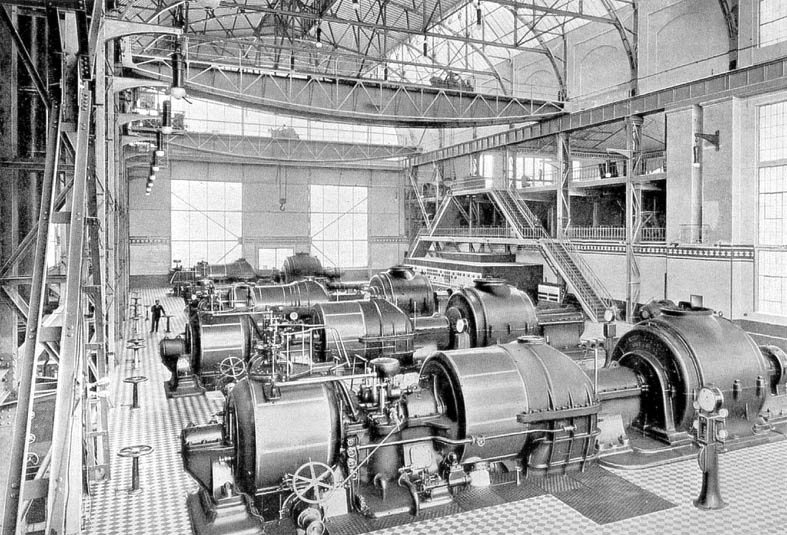
Generatorhalle des Kraftwerks Dock Sud, erster Abschnitt der Großkraftwerke

Die starke Expansion des Unternehmens wurde mit Korruption in Verbindung gebracht und erregte bei den Journalisten der damaligen Zeit Misstrauen. Die konservative Zeitung La Prensa veröffentlichte am 4. Dezember 1907 einen kritischen Artikel mit dem Titel „Eine Überraschung“ (“Una sorpresa”), in dem sie die Konzession als „Versklavung der Gemeinde an ein ausländisches Unternehmen“ (“esclavizar a la Municipalidad a una empresa extranjera”) kritisierte: S. 41

„Gestern befasste sich ein städtischer Ausschuss mit einer ungerechtfertigten und unverschämten Dringlichkeit mit dem Vertrag mit dem Unternehmen für elektrische Beleuchtung. (…) Er legt Verpflichtungen fest, die die Nachbarschaft morgen erdrücken werden; er vernachlässigt Bestimmungen, die sichere Garantien für Verbesserungen und wirtschaftliche und administrative Eroberungen wären; er versklavt die Stadtverwaltung von Buenos Aires für fünfzig Jahre an ein ausländisches Unternehmen.“

Die hohen Tarife und die außerordentlich lange Laufzeit der Konzession wurden durch die so genannte Rückfallklausel (“cláusula de reversión”) gerechtfertigt, die vorsah, dass die Gebäude, Grundstücke, Maschinen, das Kabelnetz, die Verteilerkästen, die Anschlüsse, die Sekundär- und Transformationsstationen bei Vertragsende automatisch und ohne weitere Zahlungen in das Eigentum der Stadt Buenos Aires übergehen, ebenso wie alle Erweiterungen und Verlängerungen. S.43 Es wurde auch ein Rückstellungs- oder Erneuerungsfonds eingerichtet, eine Art Garantie, die aus den Tarifen bezahlt wurde und sicherstellte, dass bei Ablauf der Konzession alle Anlagen in perfektem Erhaltungszustand an den Staat übergehen würden. S.41
In der Praxis wurde die Rückfallklausel jedoch nicht erfüllt und die Konzessionsdauer sogar noch weiter verlängert, da die konzessionierten Stromunternehmen Beamte bestachen, was der Bevölkerung der Stadt schweren wirtschaftlichen Schaden zufügte.
Im Jahr 1910 weihte die CATE ein riesiges Kraftwerk in Dock Sud ein. S.41–42 Kurz nachdem die CATE aufgrund des Monopolpakts mit den britischen Unternehmen von 1903 das Monopol für die Elektrizitätsversorgung in Buenos Aires erlangt hatte, sah sich das Unternehmen einem neuen Konkurrenten gegenüber: der Compañía Italo Argentina de Electricidad (italienisch-argentinische Elektrizitätsgesellschaft).

### Erster Weltkrieg
Während des Ersten Weltkriegs (1914–1918) kam es durch die Transportschwierigkeiten britischer Kohle zu einer Energiekrise (die sich im Zweiten Weltkrieg (1939–1945) wiederholte). Als Ersatzbrennstoffe wurden Brennholz, Mais, Flachs und anderes Stroh verbrannt, die mit der Eisenbahn angeliefert und dann zur Beschickung der Kessel auf die Kipploren einer Feldbahn umgeladen wurden. Sogar Lederreste aus den Gerbereien wurden im Kraftwerk verbrannt, was bei Südwind zu einer starken Geruchsbelästigung in ganz Buenos Aires führte.
Die Niederlage Deutschlands im Ersten Weltkrieg und die dort folgende schwere wirtschaftliche und politische Krise verkomplizierte die finanzielle Situation der CATE, da es schwierig war, zusätzliches Kapital für Investitionen zu beschaffen, um die wachsende Nachfrage zu decken. Das Unternehmen wurde dann 1921 an die Compañía Hispano Argentina de Electricidad (CHADE) mit Sitz in Madrid und Barcelona verkauft, S.42 die zu Sofina gehörte, einer mächtigen weltweiten Holdinggesellschaft mit europäischem Kapital und Sitz in Belgien.

### Spätere Entwicklungen
Die CHADE-CADE setzte die 50-jährige Konzession fort, die die CATE im Jahr 1907 erhalten hatte. Im Jahr 1936 stand sie im Mittelpunkt des berüchtigten CHADE-Skandals, als sie durch Bestechung hochrangiger politischer Beamter erreichte, dass zwei Verordnungen zur Verlängerung der Konzession um weitere 40 Jahre erlassen und die Rückfallklausel aufgehoben wurde.
Der Skandal und die Korruption führten dazu, dass die selbsternannte Diktatur der Revolución Libertadora im Jahr 1957 die Verordnungen für null und nichtig erklärte. Als die Konzession jedoch am 31. Dezember 1957 auslief, weigerte sich die CADE, die Konzession zu beenden und die Vermögenswerte an die Stadt Buenos Aires zu übergeben, wie es festgelegt worden war. Im darauf folgenden Jahr schloss Präsident Arturo Frondizi ein Abkommen mit der CADE, gründete eine neue Gesellschaft namens Servicios Eléctricos del Gran Buenos Aires (Segba) und übertrug ihr 78 % des Kapitals der CADE. Drei Jahre später schloss Frondizi die Kapitalübertragung ab, indem er den argentinischen Staat anwies, alle CADE-Anteile an Segba zu kaufen, ohne dass die Rückfallklausel erfüllt wurde.